# Odd Iversen
Pour les articles homonymes, voir Iversen.
Odd Iversen (né le 6 novembre 1945 à Trondheim, en Norvège et mort le 29 décembre 2014 à Trondheim) est un joueur de football norvégien.

## Biographie
Odd Iversen est considéré comme l'un des plus grands footballeurs norvégiens de tous les temps. 
Il est quatre fois meilleur buteur du championnat norvégien (1967, 1968, 1969 et 1979). Il détient le record du plus grand nombre de buts inscrits en une saison (30 - en 18 matchs). Il inscrit en tout 158 buts en Norvège ; seulement Petter Belsvik (159 en 2003) et Harald Brattbakk (166 en novembre 2005) en ont marqué plus.
Il a joué pour Rosenborg, Vålerenga et KRC Malines en Belgique et a en tout marqué 19 buts en 45 matchs pour la Norvège.
Il est le premier joueur norvégien à qui l'on a fait un match en son honneur (Rosenborg, lorsqu'il prend sa retraite après 15 ans au club).
Odd Iversen est le père de Steffen Iversen.

## Palmarès
- Championnat de Norvège : 1967 et 1969